# Castello di Altaguardia
Il castello di Altaguardia sorge sopra l'abitato di Baselga di Bresimo, in Val di Non in provincia di Trento. Posto a 1280 m s.l.m. è considerato il castello più alto del Trentino e uno dei più alti d'Europa.

## Storia

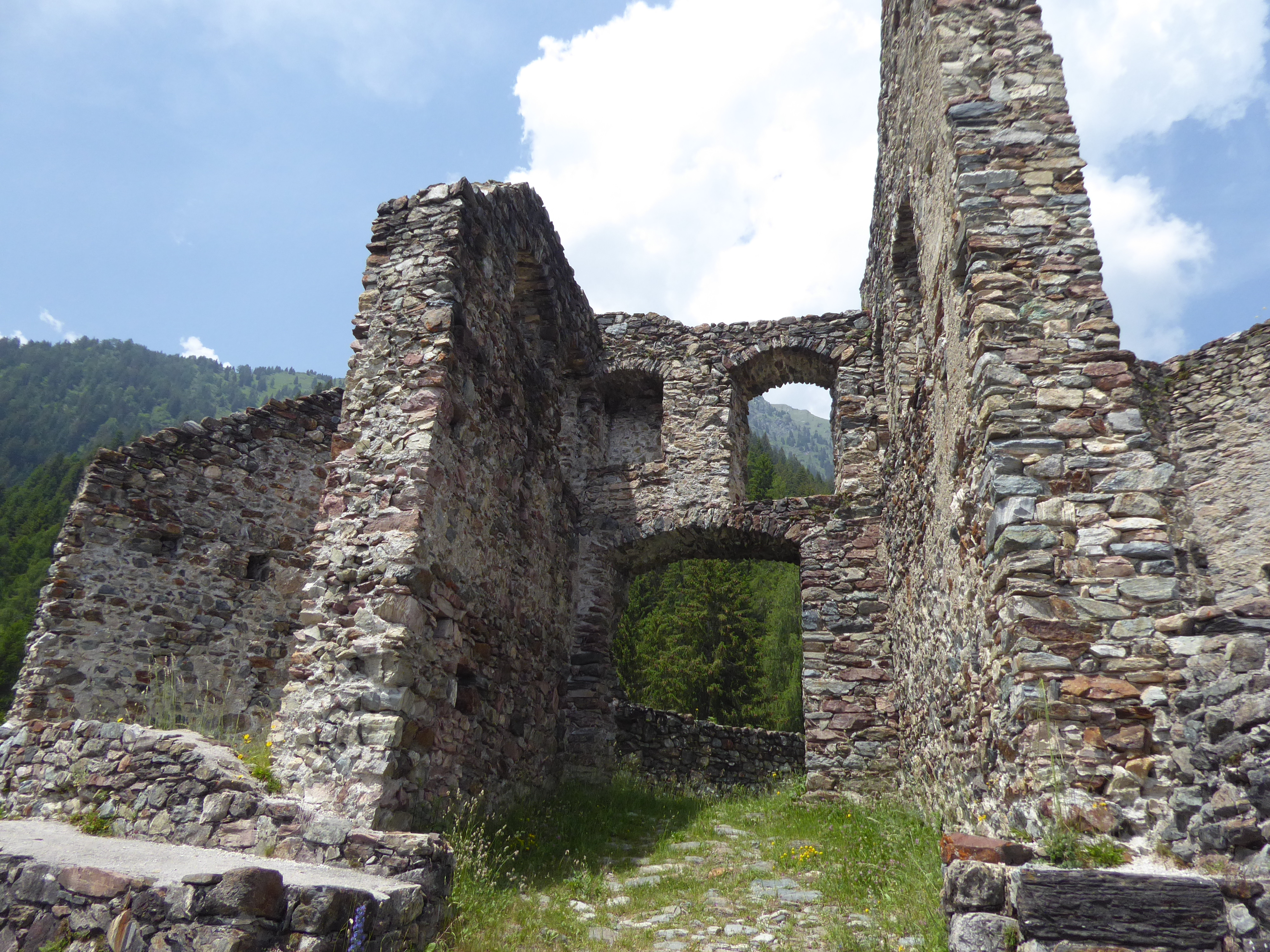
L'ingresso alla sezione principale

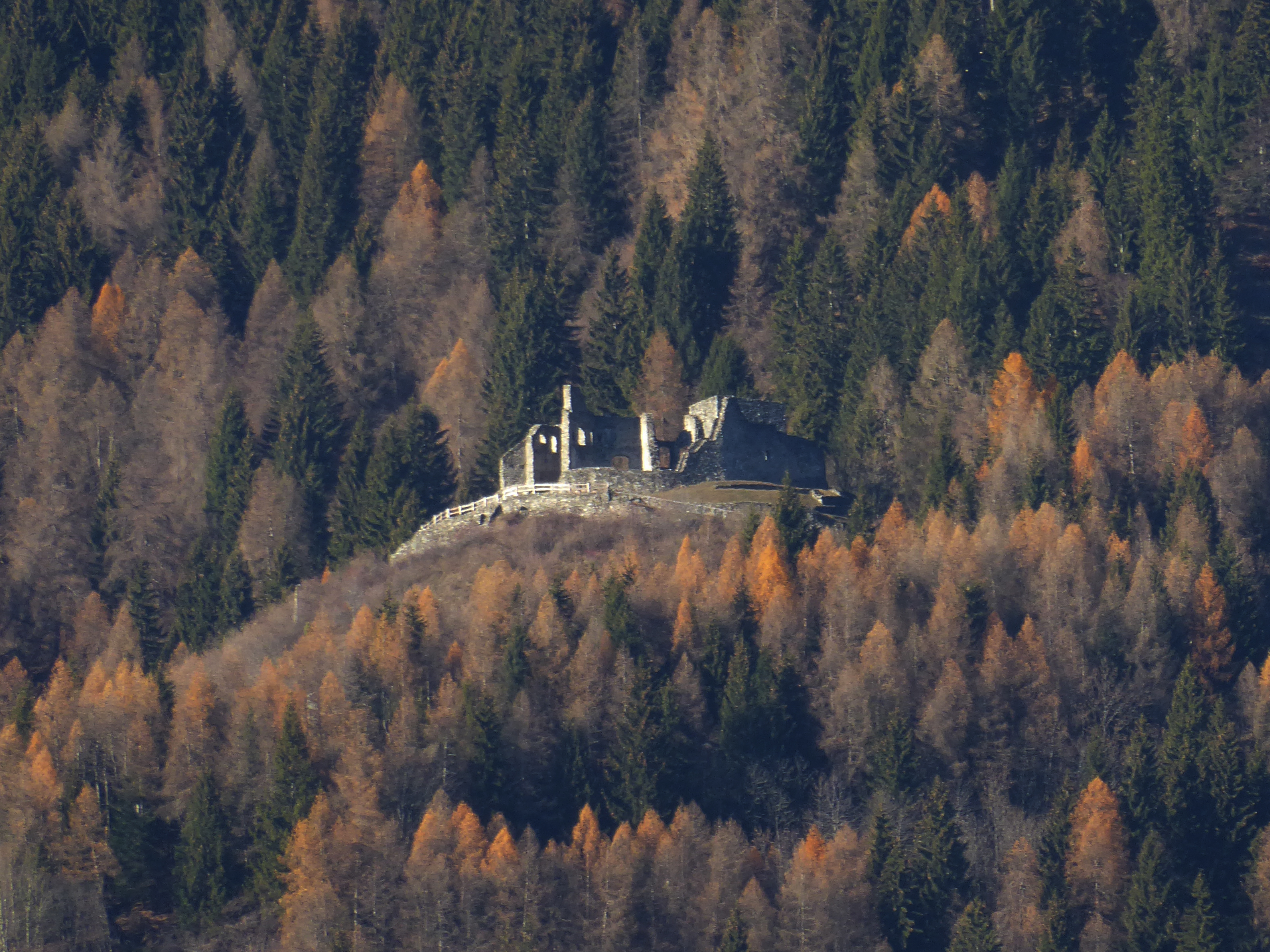
Il castello visto da Livo

Il dosso su cui sorge il maniero ha da sempre ospitato fortificazioni per via della sua posizione strategica. Infatti, vi sono state trovate tracce di un castelliere preistorico, poi trasformato in torre di avvistamento in epoca romana.
Il castello risale probabilmente al XIII secolo e fu fondato da un ramo della famiglia Livo che più in basso possedeva un altro castello, castello di Livo, di cui oggi rimangono poche tracce. In seguito all'estinzione di questo ramo, il castello passó ai signori detti appunto di Altaguardia, discendenti da un Boninsegna di Livo, fratello di Arnoldo di Zoccolo, viventi a metà del XIII secolo e che, a quanto sembra dai documenti, furono anche membri della potente stirpe ghibellina dei Livo, vicini alla famiglia imperiale degli Hohenstaufen. Peramusio infatti, uno dei figli di Boninsegna, è citato anche come 'Peramusio figlio di Boninsegna di Livo' in alcuni documenti, mentre i suoi fratelli figurano come nobili 'di castel Altaguardia'. Boninsegna e Arnoldo, inoltre, erano nipoti dell'Arnoldo di Livo, che fu procuratore dell'imperatore Enrico VI di Hohenstaufen, alla fine del 1100, per riconsegnare la rocca di Garda ai veronesi, dietro un lauto pagamento, necessario per la conquista del Regno di Sicilia.
Nel 1391 il ramo principale dei signori di Livo-Altaguardia si estinse e il maniero divenne proprietà dei Thun. Nel 1407 fu saccheggiato e danneggiato dai contadini della zona e nel 1525 fu di nuovo assediato durante la guerra rustica. Nel 1639 un incendio doloso distrusse il maniero che però fu ricostruito, ma venne abbandonato dopo il 1780 e cadde in rovina. Nel 1895 fu venduto dai Thun al comune di Bresimo, attuale proprietario.
In anni recenti i ruderi del castello sono stati consolidati e resi più accessibili.
Un altro castello più interno alla val di Bresimo, denominato castel Beliarde e risalente forse addirittura al X secolo, anch'esso dal 1200 possesso dei Livo, fu trasformato in una residenza fortificata ed abitato dal '400 da un ramo cadetto di notai della famiglia Livo-Altaguardia, derivato da Arnoldo, figlio di Nicolò e nipote dell'ultimo signore Mandele di Altaguardia, e denominatosi in seguito Dalla Torre de Arnoldis, appunto dal nome della fortificazione (la 'Tor') e dal nome Arnoldo molto frequente all'inizio nella famiglia. Il complesso è ora ridotto a pochi ruderi, con resti della torre, trasformato dapprima in maso nel corso del '900. Una leggenda parla inoltre di una galleria segreta, che univa i due castelli Altaguardia e Beliarde, dove i signori avrebbero accumulato il loro tesoro.
In effetti, anche la comune origine fra gli Altaguardia e gli Zoccolo, signori di un altro castello nel territorio di Livo, sembra confermata dalla somiglianza degli stemmi, con colori uguali, ma nei primi a formare uno scaglione, nei secondi a formare una banda, colori che altresì si ripetono nello stemma Livo, ove il drago è la figura principale, che compare invece come cimiero negli Altaguardia e negli Zoccolo, in quanto rami laterali appunto. Questa figura araldica indicherebbe altresì alta dignità e vicinanza alla famiglia imperiale, come fu per i primi membri della famiglia.